# Wig Wamania
Wig Wamania – trzeci album studyjny norweskiego zespołu muzycznego Wig Wam wydany 13 marca 2006 roku nakładem wytwórni Voices of Wonder.

## Spis utworów
1. "Wig Wamania"
2. "Rock My Ride"
3. "Slave To Your Love"
4. "Gonna Get You Someday"
5. "Bygone Zone"
6. "DareDevil Heat"
7. "Kill My Rock'n'Roll"
8. "The Riddle"
9. "At The End Of The Day"
10. "A R'n'R Girl Like You"
11. "Can't Get Her (Out Of My Bed)"
12. "Breaking All The Rules"
13. "After The Nine O'clock News"
14. "Flying High"
15. "In My Dreams" (na żywo)

3 ostatnie utwory ukazały się tylko na japońskiej edycji płyty.